# 洪山街道 (武汉市)
洪山街道，是中华人民共和国湖北省武汉市洪山区下辖的一个乡镇级行政单位。

## 行政区划
洪山街道下辖以下地区：
洪山社区、幸福社区、井岗社区、马湖社区、成宝社区、红旗社区、南湖社区、板桥社区、金地格林城社区、大华社区、金水桥社区、南湖雅园社区、北港社区、李桥社区、双建社区、先建社区、韵湖社区和汤逊湖社区。

## 特产
洪山菜薹：中国地理标志产品。